# 기업 (영화)
기업(The Corporation)은 미국에서 제작된 마크 아흐바 감독의 2003년 다큐멘터리 영화이다. 피터 드럭커 등이 주연으로 출연하였고 마크 아흐바 등이 제작에 참여하였다.

## 출연

### 주연
- 피터 드럭커
- 사무엘 엡스타인
- 레이 앤더슨

### 조연
- 모드 발로
- 크리스 바렛
- 노암 촘스키
- 나오미 클레인
- 루크 맥케이브
- 미켈라 J. 미카엘